# Cincinnati Open 2012 - Qualificazioni singolare maschile
Le qualificazioni del singolare maschile del Cincinnati Open 2012 sono state un torneo di tennis preliminare per accedere alla fase finale della manifestazione. I vincitori dell'ultimo turno sono entrati di diritto nel tabellone principale. In caso di ritiro di uno o più giocatori aventi diritto a questi sono subentrati i lucky loser, ossia i giocatori che hanno perso nell'ultimo turno ma che avevano una classifica più alta rispetto agli altri partecipanti che avevano comunque perso nel turno finale.

## Giocatori

### Teste di serie
1. Jérémy Chardy (ultimo turno, Lucky Loser)
2. Alejandro Falla (ultimo turno)
3. Grigor Dimitrov (primo turno)
4. Lukáš Lacko (primo turno)
5. David Goffin (ultimo turno)
6. Marinko Matosevic (qualificato)
7. Leonardo Mayer (ultimo turno)

1. Fabio Fognini (qualificato)
2. Michail Kukuškin (ritirato)
3. Lu Yen-hsun (qualificato)
4. Igor Sijsling (primo turno)
5. Steve Darcis (primo turno)
6. Matthew Ebden (primo turno)
7. Philipp Petzschner (primo turno)

## Qualificati
1. Fabio Fognini
2. Lu Yen-hsun
3. Paul-Henri Mathieu
4. Jesse Levine

1. Ivan Dodig
2. Marinko Matosevic
3. Serhij Stachovs'kyj

## Tabellone qualificazioni

### Sezione 1
|  | Primo turno | Primo turno    | Primo turno    | Primo turno | Primo turno |  |  | Ultimo turno | Ultimo turno  | Ultimo turno | Ultimo turno | Ultimo turno |  |
|  |             |                |                |             |             |  |  |              |               |              |              |              |  |
|  | 1           | Jérémy Chardy  | Jérémy Chardy  | 6           | 6           |  |  |              |               |              |              |              |  |
|  |             | Robby Ginepri  | Robby Ginepri  | 4           | 4           |  |  | 1            | Jérémy Chardy | 6            | 1            | 65           |  |
|  |             | Vasek Pospisil | Vasek Pospisil | 4           | 65          |  |  | 8            | Fabio Fognini | 3            | 6            | 7            |  |
|  | 8           | Fabio Fognini  | Fabio Fognini  | 6           | 7           |  |  |              |               |              |              |              |  |

### Sezione 2
|  | Primo turno | Primo turno        | Primo turno        | Primo turno | Primo turno |  |  | Ultimo turno | Ultimo turno    | Ultimo turno    | Ultimo turno | Ultimo turno |  |
|  |             |                    |                    |             |             |  |  |              |                 |                 |              |              |  |
|  | 2           | Alejandro Falla    | Alejandro Falla    | 6           | 6           |  |  |              |                 |                 |              |              |  |
|  | WC          | Christian Harrison | Christian Harrison | 3           | 3           |  |  | 2            | Alejandro Falla | Alejandro Falla | 5            | 1            |  |
|  |             | Ernests Gulbis     | Ernests Gulbis     | 3           | 2           |  |  | 10           | Lu Yen-hsun     | Lu Yen-hsun     | 7            | 6            |  |
|  | 10          | Lu Yen-hsun        | Lu Yen-hsun        | 6           | 6           |  |  |              |                 |                 |              |              |  |

### Sezione 3
|  | Primo turno | Primo turno        | Primo turno     | Primo turno | Primo turno |  |  | Ultimo turno       | Ultimo turno       | Ultimo turno       | Ultimo turno | Ultimo turno |  |
|  |             |                    |                 |             |             |  |  |                    |                    |                    |              |              |  |
|  | 3           | Grigor Dimitrov    | Grigor Dimitrov | 65          | 63          |  |  |                    |                    |                    |              |              |  |
|  |             | Rajeev Ram         | Rajeev Ram      | 7           | 7           |  |  | Rajeev Ram         | Rajeev Ram         | Rajeev Ram         | 1            | 63           |  |
|  |             | Paul-Henri Mathieu | 4               | 6           | 7           |  |  | Paul-Henri Mathieu | Paul-Henri Mathieu | Paul-Henri Mathieu | 6            | 7            |  |
|  | 13          | Matthew Ebden      | 6               | 1           | 5           |  |  |                    |                    |                    |              |              |  |

### Sezione 4
|  | Primo turno | Primo turno    | Primo turno    | Primo turno | Primo turno |  |  | Ultimo turno | Ultimo turno   | Ultimo turno   | Ultimo turno | Ultimo turno |  |
|  |             |                |                |             |             |  |  |              |                |                |              |              |  |
|  | 4           | Lukáš Lacko    | 6              | 4           | 3           |  |  |              |                |                |              |              |  |
|  |             | Jesse Levine   | 4              | 6           | 6           |  |  |              | Jesse Levine   | Jesse Levine   | 6            | 6            |  |
|  | WC          | Jack Sock      | Jack Sock      | 4           | 5           |  |  | Alt          | Olivier Rochus | Olivier Rochus | 4            | 3            |  |
|  | Alt         | Olivier Rochus | Olivier Rochus | 6           | 7           |  |  |              |                |                |              |              |  |

### Sezione 5
|  | Primo turno | Primo turno        | Primo turno        | Primo turno | Primo turno |  |  | Ultimo turno | Ultimo turno | Ultimo turno | Ultimo turno | Ultimo turno |  |
|  |             |                    |                    |             |             |  |  |              |              |              |              |              |  |
|  | 5           | David Goffin       | David Goffin       | 6           | 2           |  |  |              |              |              |              |              |  |
|  |             | Michael Russell    | Michael Russell    | 4           | 3r          |  |  | 5            | David Goffin | David Goffin | 2            | 2            |  |
|  |             | Ivan Dodig         | Ivan Dodig         | 6           | 6           |  |  |              | Ivan Dodig   | Ivan Dodig   | 6            | 6            |  |
|  | 14          | Philipp Petzschner | Philipp Petzschner | 0           | 3           |  |  |              |              |              |              |              |  |

### Sezione 6
|  | Primo turno | Primo turno       | Primo turno    | Primo turno | Primo turno |  |  | Ultimo turno | Ultimo turno      | Ultimo turno      | Ultimo turno | Ultimo turno |  |
|  |             |                   |                |             |             |  |  |              |                   |                   |              |              |  |
|  | 6           | Marinko Matosevic | 3              | 6           | 6           |  |  |              |                   |                   |              |              |  |
|  |             | Benjamin Becker   | 6              | 3           | 3           |  |  | 6            | Marinko Matosevic | Marinko Matosevic | 6            | 6            |  |
|  |             | Jerzy Janowicz    | Jerzy Janowicz | 6           | 6           |  |  |              | Jerzy Janowicz    | Jerzy Janowicz    | 0            | 2            |  |
|  | 12          | Steve Darcis      | Steve Darcis   | 3           | 1           |  |  |              |                   |                   |              |              |  |

### Sezione 7
|  | Primo turno | Primo turno         | Primo turno         | Primo turno | Primo turno |  |  | Ultimo turno | Ultimo turno        | Ultimo turno        | Ultimo turno | Ultimo turno |  |
|  |             |                     |                     |             |             |  |  |              |                     |                     |              |              |  |
|  | 7           | Leonardo Mayer      | Leonardo Mayer      | 6           | 6           |  |  |              |                     |                     |              |              |  |
|  |             | Igor' Andreev       | Igor' Andreev       | 3           | 1           |  |  | 7            | Leonardo Mayer      | Leonardo Mayer      | 5            | 4            |  |
|  |             | Serhij Stachovs'kyj | Serhij Stachovs'kyj | 6           | 6           |  |  |              | Serhij Stachovs'kyj | Serhij Stachovs'kyj | 7            | 6            |  |
|  | 11          | Igor Sijsling       | Igor Sijsling       | 3           | 4           |  |  |              |                     |                     |              |              |  |